# Szubmediterrán és szubkontinentális xeroterm erdők
A  szubmediterrán és szubkontinentális xeroterm erdők (Quercetea pubescentis (Doing 1955) Scamoni & Passarge 1959), illetve: európai szubmediterrán és szubkontinentális száraz erdők (Quercetea pubescentis-petreae (Oberd., 1948) Jakucs, 1960) a lomblevelű erdők egyik osztálya. Önálló társulástani osztálynak csak 2002-ben ismerték el, ezért felosztása még vitatott. Valószínűnek tűnik, hogy legalább 5 rendből, több mint 10 asszociációcsoportból áll, és ezekbe mintegy félszáz társulás tartozik.

## Elterjedésük
Jól behatárolható éghajlati övezetet foglalnak el a hűvös mérsékelt övi lombhullató erdők és a mediterrán éghajlatra jellemző, főleg örökzöld növényekből álló keménylombú erdők öve között.

### Európában
Az atlantikus, humid Nyugat-Európában a xeroterm erdők öve viszonylag keskeny, de délkelet felé egyre szélesedik, mígnem Délkelet-Európában, ahol mind a szubkontinentális, mind a szubmediterrán klíma a xeroterm erdőknek kedvez, szélessége eléri az 1000 km-t, Szlovákiától Görögországig.

## Rendszertani tagolása
A taxon rendszertani helyzete sokáig bizonytalan volt; társulástani osztálynak hivatalosan csak 2002-ben ismerték el. Ennek eredményeként tagolása, az egyes alárendelt taxonok rendszertani helyzete némileg még bizonytalan. A magyarországi száraz tölgyesek osztályozása, asszociációik besorolása azért is igen problematikus, mert a Kárpát-medence egyes részein különböző típusú éghajlati hatások dominálnak.
Társulástani rendjei és asszociációcsoportjai (részleges felsorolás):
- A délkelet-európai molyhos tölgyesek (Orno–Cotinetalia Jakucs 1960) rendje Közép- és Kelet-Európa szubmediterrán molyhos tölgyes erdeit és cserjeerdőit tartalmazza. Magyarországról egyetlen társuláscsoportját ismerjük:

1. pannóniai molyhos tölgyesek (Orno–Cotinion Soó, 1960) – két alcsoport[3] összesen nyolc társulásával.

- A szubkontinentális-szubmediterrán xeroterm tölgyesek (Quercetalia cerridis Borhidi 1996) rendje Közép- és Nyugat-Európa xeroterm tölgyeseit foglalja magában. Magyarországról három társuláscsoportját ismerjük:

1. szubkontinentális száraz tölgyesek (Quercion petraeae Zólyomi et Jakucs 1957) két alcsoport összesen hat társulásával;
2. balkáni cseres tölgyesek (Quercion farnetto I. Horvat, 1954) két alcsoport összesen öt társulásával;
3. szubkontinentális tölgyesek és elegyes xeroterm erdők (Aceri tatarici–Quercion Zólyomi et Jakucs 1957) négy alcsoport összesen 22 társulásával;

- A délkelet-európai xeroterm fenyvesek rendjének (Pinetalia pallasianae) rendjének képviselőit Magyarországon nem találjuk;
- A kökénycserjések (xeroterm cserjések, illetve xerofil-kontinentális cserjések) rendje (Prunetalia spinosae Tx., 1952) a száraz cserjések és erdőszegélyek társulásait fogja össze — ezt a rendet száraz és mezofil cserjések néven (Borhidi A. nyomán) önálló divízióként tárgyaljuk.